# Унпатар-Напіріша
Унпатар-Напіріша (д/н — бл. 1225 до н. е.) — цар Аншану і Суз (Еламу) близько 1225 року до н. е.

## Життєпис
Походив з династії Ігехалкідів. Син молодшого царя Пахір-ішшана II, який помер десь у 1220-х роках до н. е. 1225 року до н. е. після смерті стрийка Напіріша-Унташа посів трон. Втім панував не тривало, оскільки був повалений внаслідок змови. Владу перебрав його брат Кідін-Хутран III.